# 2015年布吉納法索大選
2015年布吉納法索大選是2015年11月29日於布吉納法索舉行的总统和議會選舉，原定於2015年10月11日舉行，因為2015年9月16日總統衛隊發動政變（其後以失敗告終）而推遲。

## 背景
2000年修改憲法後，每位總統最多只能擔任兩屆任期，每屆任期為5年。然而新規定不溯及既往，意味自1987年擔任總統的布莱兹·孔帕奥埃仍可爭取再連任兩屆。他於2005年和2010年總統選舉成功連任。
孔帕奥埃後來有意修改憲法，取消對總統的任期限制。議會原定於2014年10月30日投票表決議案，引起不滿的民眾示威，結果表決被暫停。
孔帕奥埃隨後宣佈撤回修憲案，並於2014年10月31日辭職和建議在90日內舉行新選舉。

## 总统候选人

### 潜在的候选人
- Kouamé Lougué - 离任将官，前国防部长[5]

### 選舉結果
人民進步運動的羅克·馬克·克里斯蒂安·卡波雷以53.43%的得票率當選。